# Iso Saksijärvi
Iso Saksijärvi är en sjö i kommunen Kangasala i landskapet Birkaland i Finland. Sjön ligger 108,9 meter över havet. Arean är 46 hektar och strandlinjen är 7,63 kilometer lång. Sjön  ingår i Kumo älvs huvudavrinningsområde.   Den ligger omkring 38 km öster om Tammerfors och omkring 150 km norr om Helsingfors. 
I sjön finns ön Sepänsaari. 